# Louis Mesenkop
Louis H. Mesenkop (6 febbraio 1903 – Los Angeles, 19 febbraio 1974) è stato un tecnico del suono statunitense.

## Biografia
Nato e cresciuto in Illinois, Louis Mesenkop ha lavorato come tecnico del suono in una trentina di film tra gli anni 1930 e gli anni 1950. Nel 1939 ha vinto un Oscar Onorario insieme al resto della sezione effetti speciali del film Il falco del nord per "i notevoli traguardi ottenuti nella creazione di effetti speciali visivi e sonori presso la Paramount".
Nel 1942 ha ricevuto due candidature all'Oscar ai migliori effetti speciali per Aloma dei mari del sud e per I cavalieri del cielo, per cui ha vinto la stuatuetta. L'anno seguente ha vinto ancora l'Oscar nelle medesima categoria per Vento selvaggio.

## Riconoscimenti
- Premio Oscar
  - 1939 - Oscar onorario per Il falco del nord
  - 1942 - Migliori effetti speciali per I cavalieri del cielo
  - 1942 - Candidatura ai migliori effetti speciali per Aloma dei mari del sud
  - 1943 - Migliori effetti speciali per Vento selvaggio